# Буландинський район
Буланди́нський район (каз. Бұланды ауданы, рос. Буландынский район) — адміністративна одиниця у складі Акмолинської області Казахстану. Адміністративний центр — місто Макінськ.

## Населення
Населення — 29633 особи (2021; 34815 у 2009, 41387 в 1999, 53138 у 1989).
Національний склад (станом на 2016 рік):
- росіяни — 14714 осіб (41,81 %)
- казахи — 14144 особи (40,19 %)
- німці — 2030 осіб (5,77 %)
- українці — 1481 особа
- інгуші — 855 осіб
- білоруси — 489 осіб
- татари — 467 осіб
- вірмени — 173 особи
- поляки — 151 особа
- чеченці — 71 особа
- башкири — 54 особи
- корейці — 43 особи
- молдовани — 37 осіб
- удмурти — 29 осіб
- азербайджанці — 26 осіб
- марійці — 21 особа
- мордва — 10 осіб
- інші — 399 осіб

## Історія
Район був утворений 9 січня 1935 року як Макінський з центром у селі Макінка у складі Карагандинської області.
29 липня 1936 року район з центром у селі Вознесенка увійшов до складу новоствореної Північноказахстанської області.
14 жовтня 1939 року район увійшов до складу новоствореної Акмолинської області.
З 1997 року має сучасну назву.

## Склад
До складу району входять міська адміністрація та 11 сільських округів:
| Поселення                        | Площа, км² | Населення, осіб (1989) | Населення, осіб (1999) | Населення, осіб (2009) | Населення, осіб (2021) | Центр        | Населені пункти |
| -------------------------------- | ---------- | ---------------------- | ---------------------- | ---------------------- | ---------------------- | ------------ | --------------- |
| Макінська міська адміністрація   | -          | 23312                  | 18540                  | 16745                  | 18098                  | Макінськ     | 1               |
| Айнакольський сільський округ    | -          | 1111                   | 868                    | 628                    | 314                    | Айнаколь     | 2               |
| Алтиндинський сільський округ    | -          | 2906                   | 2307                   | 1815                   | 1173                   | Алтинди      | 5               |
| Амангельдинський сільський округ | -          | 1598                   | 1353                   | 1162                   | 692                    | Партизанка   | 2               |
| Вознесенський сільський округ    | -          | 3313                   | 2705                   | 2200                   | 1629                   | Вознесенка   | 3               |
| Єргольський сільський округ      | -          | 2927                   | 2162                   | 1798                   | 1150                   | Токтамис     | 4               |
| Журавльовський сільський округ   | -          | 3449                   | 2570                   | 1975                   | 1324                   | Журавльовка  | 4               |
| Капітоновський сільський округ   | -          | 2599                   | 1760                   | 1227                   | 912                    | Капітоновка  | 3               |
| Карамишевський сільський округ   | -          | 3939                   | 2683                   | 1662                   | 820                    | Шубарагаш    | 4               |
| Караузецький сільський округ     | -          | 2587                   | 1907                   | 2218                   | 1650                   | Караозек     | 4               |
| Нікольський сільський округ      | -          | 3483                   | 2923                   | 2130                   | 1185                   | Нікольське   | 2               |
| Новобратський сільський округ    | -          | 1914                   | 1609                   | 1255                   | 686                    | Новобратське | 4               |

## Найбільші населені пункти
Населені пункти з чисельністю населення понад 1000 осіб:
| № | Населений пункт | Населення, осіб (1989) | Населення, осіб (1999) | Населення, осіб (2009) | Населення, осіб (2021) |
| - | --------------- | ---------------------- | ---------------------- | ---------------------- | ---------------------- |
| 1 | Макінськ        | 23 312                 | 18 540                 | 16 745                 | 18 098                 |
| 2 | Нікольське      | 3 251                  | 2 675                  | 2 051                  | 1 153                  |